# 키톤
키톤(Kiton)은 치로 파오네가 아르차노에서 1968년에 설립한 이탈리아의 럭셔리 호화 회사이다. 세계 각지의 최고 품질 원단을 사용하여 밀라노에 위치한 공장에서 장인들이 일일이 정장을 제작하며, 남성 정장 브랜드 중에서는 톱 브랜드로 알려져 있다.
주로 대형 백화점이나 호화 호텔 등에 전세계적인 매장을 가지고 있다. 2019년 기준으로 약 800명의 직원이 일하고 있으며 전 세계적으로 50개의 매장이 있다.대한민국에는 신라호텔, 신세계 백화점 본점, 청담 플래그쉽 스토어, 압구정 갤러리아 이스트 등에 매장이 있다.
2008년부터 모든 수트나 재킷은 최소 1,000만원 부터 시작하는 RTW 중 최고가 브랜드이다.

## 역사
키톤은 나폴리 광역시에 속한 아르차노에서 1968년, 치로 파오네(Ciro Paone)에 의해 설립되었다. '키톤'이라는 이름은 고대 그리스와 로마의 사람들이 어깨에 메어 입던 튜닉(tunic)인 '키톤'(chiton, 그리스어: χιτών)에서 유래했다.
1995년 키톤은 호화 여성복 라인을 내놓았다. 2009년에는 비엘라에 위치한 카를로 바베라(Carlo Barbera)의 모직 공장을 구매하였다. 2013년에는 인도에 소매점을 세웠다. 2015년 들어서는 안경류 사업에 뛰어들어 샌프란시스코에 2,500평방피트(232제곱미터) 넓이의 가게를 열었다. 2018년에는 애슬레저 사업을 시작했다.
대한민국에는 2007년 신라호텔 아케이드 명품관과 하얏트호텔 명품 매장을 통해 처음 들어왔으며, 2008년에는 갤러리아 압구정점 명품관에 매장을 열었다.